# 基於國家醫療資訊網路準則之服務導向架構之臨床決策支持系統
SANDS（Service-oriented Architecture for NHIN Decision Support）是一個新的基於服務導向架構之分散式架構，運用現有醫療資訊交換之成果，提供臨床決策支持。在臨床決策支持架構(clinical decision support architecture)的發展屬於第四代。

## 發展背景
電子病歷因具令人期待促進醫療的品質與效率而在美國逐步流行。臨床決策支持(clinical decision support, CDS)對於最大化改善醫療效率是非常重要的。雖然臨床決策支持已被證明許多研究證明對醫療有效，被採用率卻相當具限制，只在一些學術醫學中心使用，特別是醫囑開立的人員。在同為第四代CDSS的SAGE及SABESTIAN 為基礎之上，SANDS具有主要的兩個不同之處，其一為在臨床系統與決策支持系統前有一個標準的介面，其二為詳盡的考慮在電子病歷在不同醫療系統及臨床決策支持系統的使用。

## 常見方式
警報(alerts)、提醒(reminders)、紀錄範本(documentation templates)、醫囑套餐(order sets)、推論醫囑(corollary orders)等等。

## 假說
SANDS架構上被設計成具有超越其他架構之限制的能力。在轉換性、可擴充性及整合性方面表現更佳。轉換性：可將一眾所皆知的成功醫療介入從一個醫療端到另一個醫療端，也能在某一給予之架構內提供一個廣泛性的醫療決策支持(比如病人層級警告及提醒、醫療資訊介入、套組或公眾介入、病人中心決策支持等等)。整合性：具準確整合臨床決策支持系統於臨床系統之能力，包含適當的術語整合，知識內容對應性、維護性及支持性。

## 與其他架構主要差異
1. 使用者互動完全由介面所定義，各個端點(臨床決策支持系統或臨床系統)決定介面。
2. 在知識內容呈現上並無固定的形式，使用者可以自行決定開發形式。
3. 建構這樣的架構需要標準的定義。舉例來說藥物交互作用或過敏需要使用如NCPDP的手稿,呈現疾病需要使用SNOMED來呈現，這些標準未來會在NHIN裡更進一步實作。

## 未來發展
SANDS 具有數個優於其他提供臨床決策支持架構顯著的優點，其中最佳的優點如下：
1. 模組性：服務導向之架構提供優於其他架構之更佳模組性，使得工作可以被分配執行。即時是在一個專科化之醫療結構之下，每一個專家可以產出臨床指引，但也可使之被每個人使用。
2. 市場性：在服務導向架構之下，可以透過提供服務及內容向取得的用戶收取費用。
3. 試驗性/轉換性：服務導向之架構可以減少試驗新臨床決策支持系統之花費及風險，醫院或醫療機構可以連結至新的臨床決策支持系統也可以在表現不如預期時隨時自由地去除與之的連結。
4. 最大表現性：服務導向之架構具有特定之介面，但不施加實作上之限制。
5. 共同操作性：最關鍵之優點，具有去連結臨床決策系統之能力。藉由對於方向及待作事項具有一致性，對期待性之研究成果與努力提供了臨床上之共同操作性。